# Epepeotes ambigenus
Epepeotes ambigenus es una especie de escarabajo longicornio del género Epepeotes, subfamilia Lamiinae. Fue descrita científicamente por Chevrolat en 1841.
Se distribuye por Filipinas y Taiwán. Mide 23-30 milímetros de longitud. El período de vuelo ocurre en los meses de enero, marzo, abril, junio, julio, octubre y noviembre.